# Bad Bibra
Bad Bibra − miasto uzdrowiskowe w Niemczech, w kraju związkowym Saksonia-Anhalt, w powiecie Burgenland, siedziba gminy związkowej An der Finne.
1 lipca 2009 do miasta przyłączono gminy Altenroda, Golzen i Thalwinkel, powierzchnia powiększyła się z 22 do 49,76 km².
Bad Bibra leży na zachód od Laucha an der Unstrut.
W mieście krzyżują się dwie drogi krajowe B176 i B250.